# Krzyż pokutny w Stargardzie
Krzyż pokutny w Stargardzie znajduje się przy rozgałęzieniu dróg prowadzących do Chociwla i Maszewa, po lewej stronie szosy, około 1 kilometra na wschód od Bramy Wałowej. Jest największym krzyżem pokutnym w Europie i drugim co do wielkości na świecie.
Wykonany został w miejscowym warsztacie z jednego bloku wapienia gotlandzkiego lub olandzkiego. Jego całkowita wysokość wynosi 3,77 metra (nad powierzchnię ziemi wystaje około 2,77 m), a grubość 15 cm. Krzyż waży około 2 ton. Wapień składa się głównie z kalcytu, akcesorycznie z substancji ilastej oraz bezpostaciowej wolnej krzemionki. W strukturze wapienia widoczna jest w miejscu z inskrypcją skamielina łodzika. 
Na awersie krzyża umieszczony został wysokiej klasy wizerunek ukrzyżowanego Chrystusa oraz napis w języku dolnoniemieckim: Boże bądź łaskaw dla Hansa Billeke, roku 1542. 
Na rewersie krzyża znajduje się napis, który jest różnie (niekiedy sprzecznie) tłumaczony w polskiej literaturze np: Roku 1542 Hans Billeke został zabity żelaznym prętem przez Lorentza Madera - jego matki siostry syna lub: W 1542 roku Hans Billeke zamordował w końcu żelazną siekierą mordercę swojego siostrzeńca (oryginał: A[n]no x.v.lii.erschlage[n].hans.billeke.vo[n]lore[n]tz.mader.mith.eim.schane.yser.siner.moder.syster.so[n]).
Na przełomie 2004/2005 krzyż przeszedł gruntowną konserwację, która miała na celu wstrzymanie procesów niszczenia wapienia, przywrócenie czytelności inskrypcji i reliefu oraz zabezpieczenie obiektu na przyszłość.

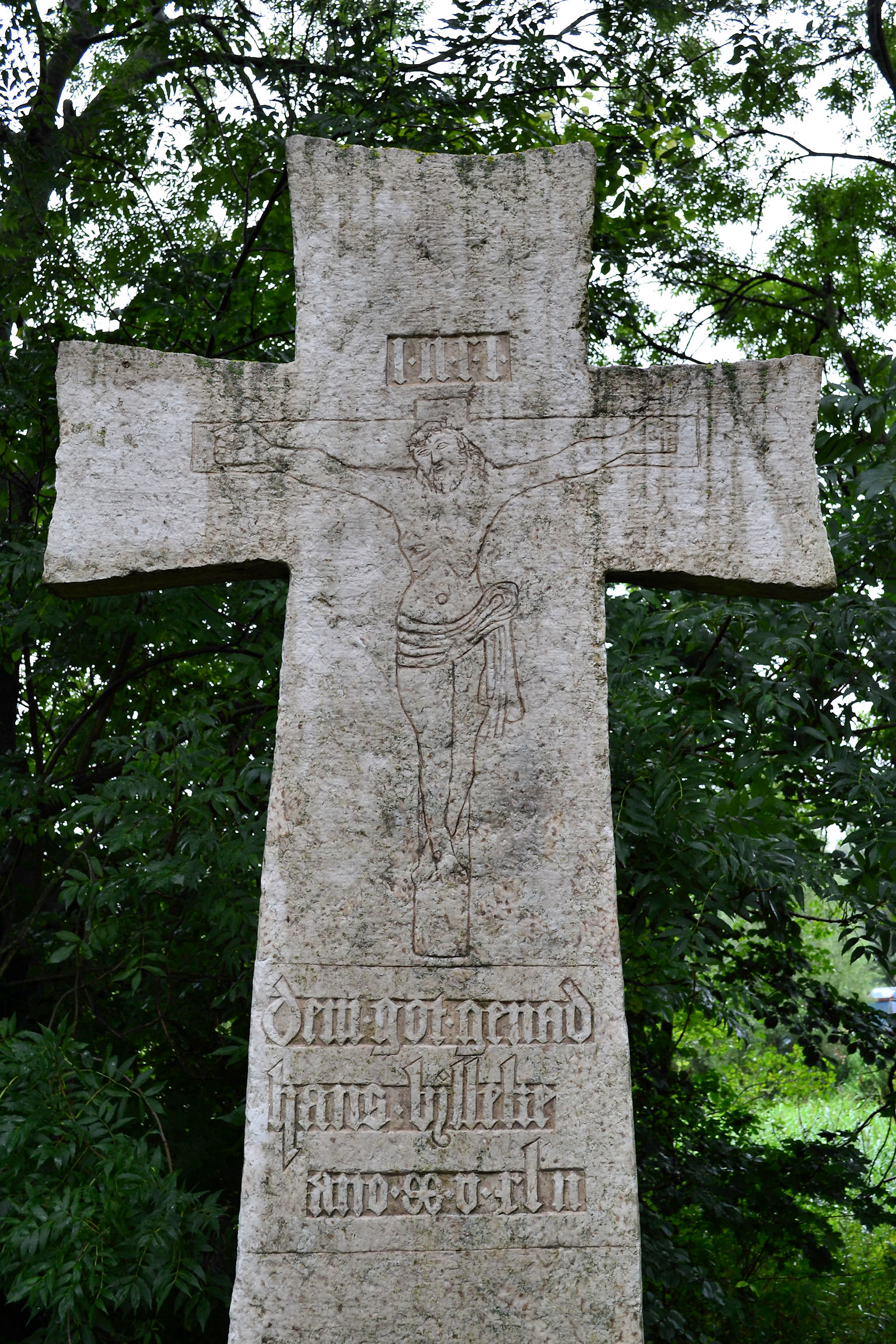
Rysunek i napis na awersie krzyża
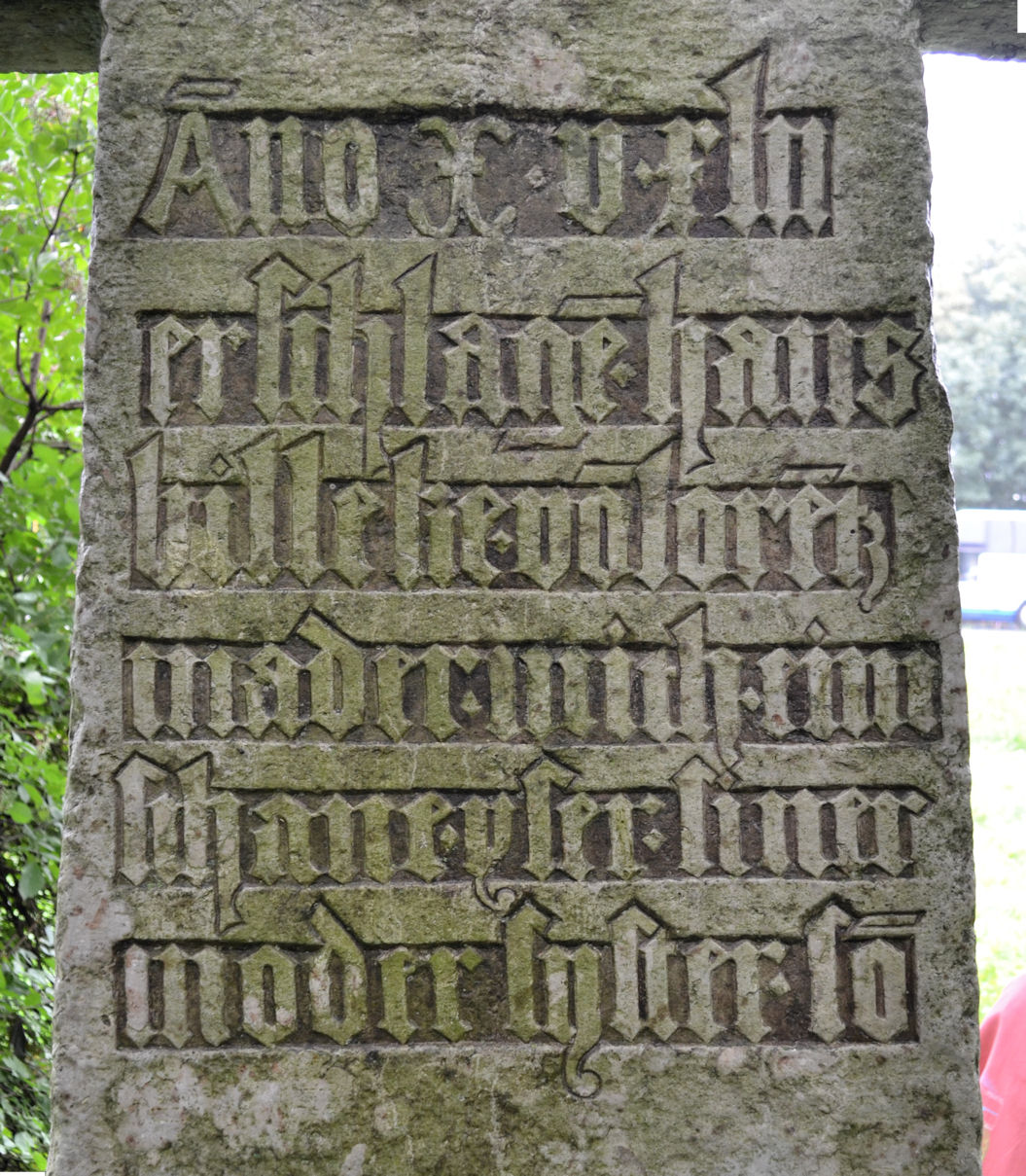
Napis na rewersie krzyża